# Marina von Neumann Whitman
Marina von Neumann Whitman (New York, 1935. március 6. – Concord, MA, USA,  2025. május 20.) amerikai közgazdász, egyetemi tanár, Richard Nixon elnök tanácsadója, Neumann János lánya.

## Életpályája és munkássága
Neumann János és Kövesi Marietta lánya. Hároméves volt, amikor szülei elváltak, de egyezségük alapján 11 éves koráig az iskolaév alatt anyjánál, a vakációban pedig apjánál volt, azután fordítva. Anyja is, apja is újraházasodott. Anyja J. B. H. Kuper felesége lett, apja pedig feleségül vette Dán Klárát.
A Columbia Egyetemen a közgazdasági szakot 1956-ban, majd a mesterfokot 1959-ben végezte el, 1962-ben doktorált. 1956-ban férjhez ment Robert Freeman Whitman angol szakos egyetemi tanárhoz. Két gyerekük született, Malcolm Russell Whitman biológus, egyetemi tanár és Laura Mariette Whitman belgyógyász, egyetemi tanár. 
Azon első amerikai nők közé tartozott, akik sikeres egyetemi és közéleti karriert futottak be. Egyetemi tanár volt és washingtoni kormányzati szakértő (1972–73-ban Nixon elnök háromtagú gazdasági tanácsadó testületéhez tartozott), számos nagy cég igazgatótanácsának tagja. 1977 és 1987 között a Council on Foreign Relations igazgatója.
A michigani egyetem professzora, a Peterson Intézet vezetőségi tagja.
Kutatási területei: nemzetközi makrogazdaság és pénzügy, nemzetközi kereskedelem és beruházás.

## Fontosabb könyvei
- Government Risk-Sharing in Foreign Investment, Princeton University Press, 1965
- Reflections of Interdependence: Issues for Economic Theory and U.S. Policy, University of Pittsburgh Press, 1979
- New World, New Rules: The Changing Role of the American Corporation, Harvard Business School Press, 1999
- The Martian's Daughter. A Memoir, The University of Michigan Press, 2012

## Magyarul megjelent művei
- A marslakó lánya. Emlékirat; ford. Rajki András; Európa, Bp., 2016